# Tour Colombia
Ne pas confondre avec le Tour de Colombie.
Le Tour Colombia (officiellement Tour Colombia 2.1) est une course cycliste par étapes disputée en Colombie. Sa première édition est nommée Colombia Oro y Paz, qui signifie littéralement « Colombie Or et Paix » et a lieu en février 2018. Elle fait partie de l'UCI America Tour en catégorie 2.1. Elle est organisée par la Fédération colombienne de cyclisme.

## Histoire
La première édition a lieu dans les départements du Cauca, Valle del Cauca, Caldas et Risaralda. Les trois éditions suivantes ont lieu respectivement dans le département d'Antioquia (2019), de Boyacá et de Cundinamarca (2020), et sur la côte atlantique (2021).
Avec le changement de gouvernement et parce que l'État devient le sponsor officiel de la course pour les quatre années suivantes (2019-2022), l'épreuve change de nom et devient le Tour Colombia 2.1, en conservant sa catégorie dans l'UCI America Tour. Il est également annoncé que le maillot identifiant le leader de la course passe du rose à l'orange.
En décembre 2020, la fédération colombienne de cyclisme prend la décision d'annuler le Tour Colombia 2.1 2021, en raison du nombre élevé de cas positif au Covid-19 et de la difficulté de fournir toutes les garanties liées au protocole sanitaire pour la caravane et le public, très nombreux sur les précédentes éditions.
En 2021, pour la seconde année consécutive, la compétition est annulée. En effet, la fédération colombienne de cyclisme annonce en novembre que le Tour Colombia 2.1 2022 ne se déroulera pas et qu'elle s'apprête à préparer l'organisation de l'édition 2023. Pour des raisons d'ordre économique et financier, l'investissement nécessaire de l'État pour enrayer la crise sanitaire ainsi que le nombre croissant de cas positif en Europe rendent impossible la réalisation de la quatrième édition de l'épreuve en 2022. Cependant, le gouvernement, par l'intermédiaire du ministère des sports, assure qu'il continuera d'apporter son soutien à cet événement sportif.

## Palmarès

### Podiums
| Année              | Vainqueur          | Deuxième         | Troisième        |                  |
| ------------------ | ------------------ | ---------------- | ---------------- | ---------------- |
| Colombia Oro y Paz |                    |                  |                  |                  |
| 2018               | Egan Bernal        | Nairo Quintana   | Rigoberto Urán   |                  |
| Tour Colombia 2.1  |                    |                  |                  |                  |
| 2019               | Miguel Ángel López | Iván Sosa        | Daniel Martínez  |                  |
| 2020               | Sergio Higuita     | Daniel Martínez  | Jonathan Caicedo |                  |
| 2021               | annulé/abandonné   | annulé/abandonné | annulé/abandonné | annulé/abandonné |
| 2022               | annulé/abandonné   | annulé/abandonné | annulé/abandonné | annulé/abandonné |
| 2023               | annulé/abandonné   | annulé/abandonné | annulé/abandonné | annulé/abandonné |
| 2024               | Rodrigo Contreras  | Richard Carapaz  | Jonathan Caicedo |                  |